# Форнелос-де-Монтес
Форнелос-де-Монтес (гал. Fornelos de Montes, ісп. Fornelos de Montes) — муніципалітет в Іспанії, у складі автономної спільноти Галісія, у провінції Понтеведра. Населення — 1976 осіб (2009).
Муніципалітет розташований на відстані близько 450 км на північний захід від Мадрида, 19 км на південний схід від Понтеведри.

## Демографія
Динаміка населення (INE ):

## Галерея зображень

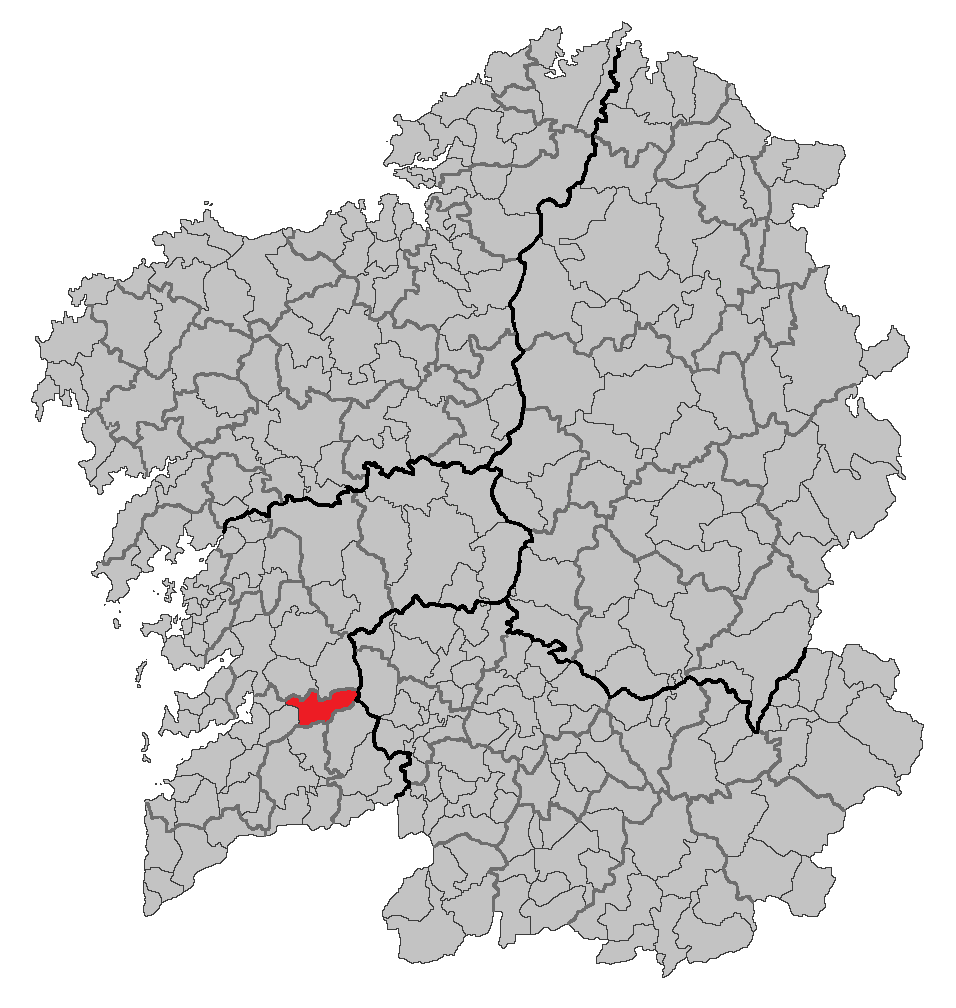
Розташування муніципалітету